# جوليو ألفيس (لاعب كرة قدم)
جوليو ألفيس هو لاعب كرة قدم برازيلي في مركز الهجوم، ولد في 3 نوفمبر 1994 في Salgueiro ‏ في البرازيل. لعب مع نادي كويابا.